# Björkbergstjärnarna
Björkbergstjärnarna är en sjövarandra näraliggande sjöar i Bodens kommun i Norrbotten som ingår i Råneälvens huvudavrinningsområde.
- Björkbergstjärnarna (Råneå socken, Norrbotten, 735573-175239), sjö i Bodens kommun, 66°11′57″N 21°24′48″Ö / 66.1992°N 21.4133°Ö
- Björkbergstjärnarna (Råneå socken, Norrbotten, 735590-175234), sjö i Bodens kommun, 66°12′03″N 21°24′45″Ö / 66.2007°N 21.4125°Ö